# Dithiolenové komplexy kovů

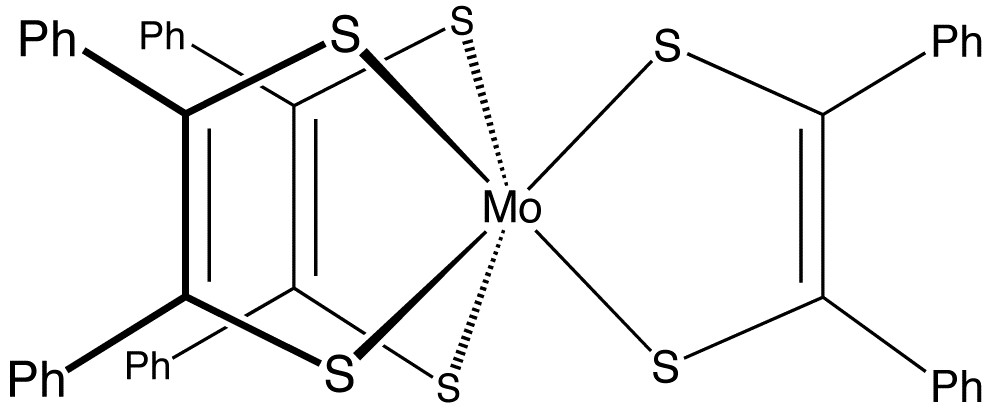
Struktura Mo(S_{2}C_{2}Ph_{2})_{3}

Dithiolenové komplexy kovů jsou komplexní sloučeniny obsahující alespoň jeden 1,2-dithiolenový ligand. 1,2-dithioleny, patřící spolu s 1,2-diselenoleny mezi 1,2-dichalkogenoleny, jsou nenasycené bidentátní ligandy obsahující jako donory dva atomy síry.
Většina molybdenových a wolframových proteinů má v aktivních místech dithiolenové komplexy s molybdopterinovými kofaktory, na které je navázán Mo nebo W.
Dithiolenové komplexy se zkoumají od 60. let 20. století, kdy Gerhard N. Schrauzer a Volker P. Mayweg připravili bis(stilben-1,2-dithiolát) nikelnatý (Ni(S2C2Ph2)2) reakcí sulfidu nikelnatého a difenylacetylenu.

## Struktura

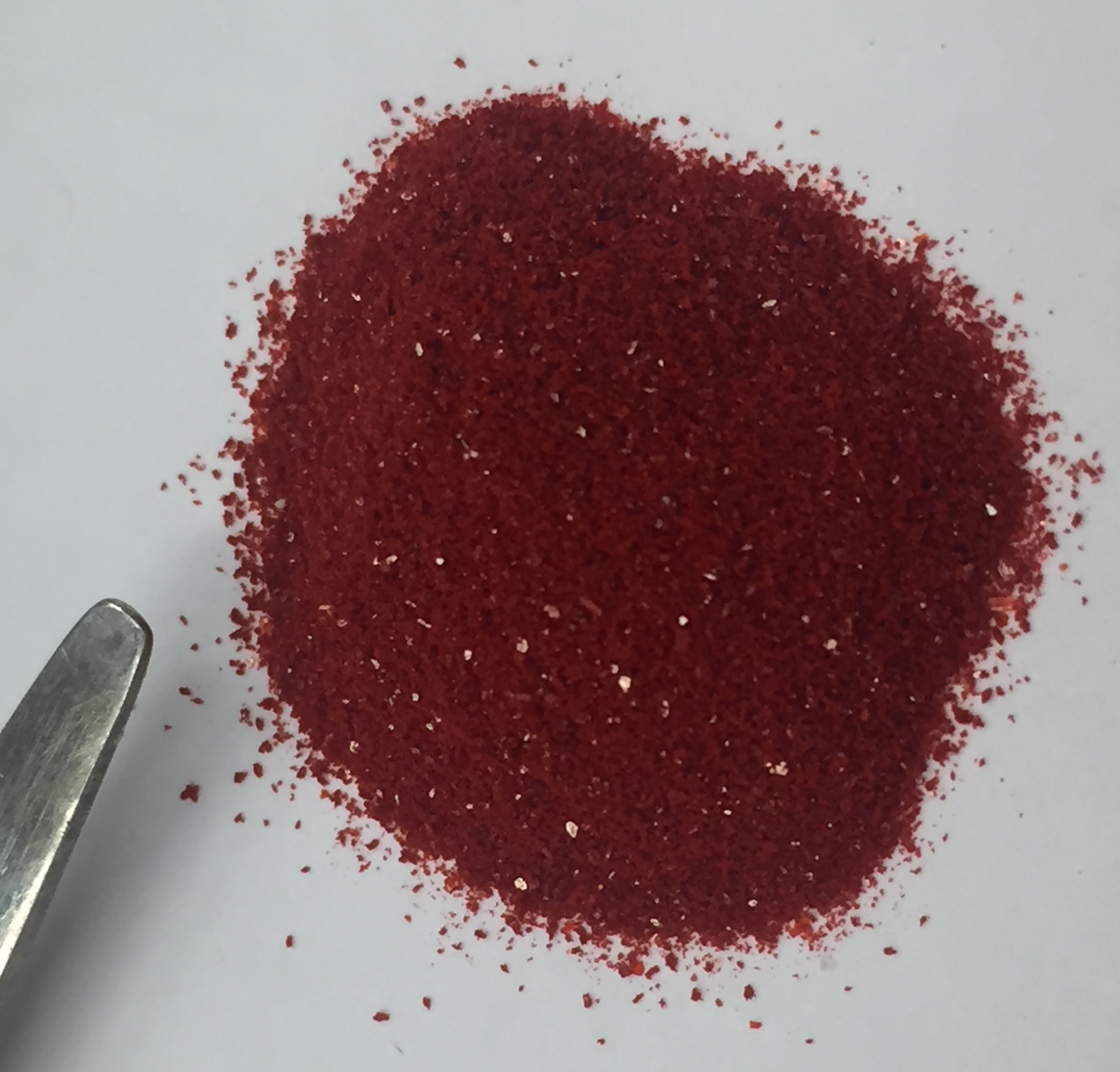
Vzorek (Et_{4}N)_{2}Ni(mnt)_{2}, s výrazným zabarvením, obvyklým u řady dithiolenových komplexů

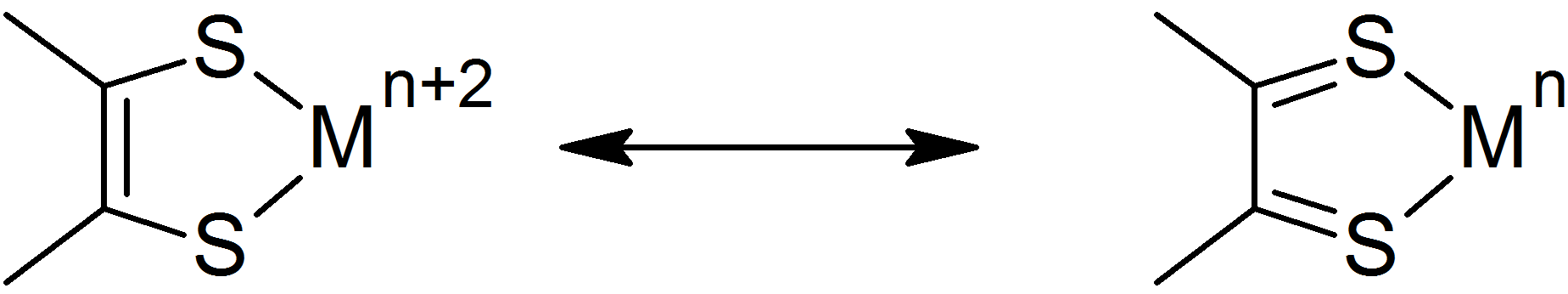
Hraniční rezonanční struktury C_{2}S_{2}M kruhů u sloučenin typu R_{2}C_{2}S_{2}M; R je obvykle H, CN, nebo organyl.

Jsou známy dithiolenové komplexy s jedním, dvěma, i třemi dithiolenovými ligandy. Tris(dithioleny), jako například Mo(S2C2Ph2)3, se staly prvními známými komplexními sloučeninami s trigonálně prizmatickou molekulovou geometrií; tyto struktury byly pozorovány u komplexů několika různých kovů.
Vzhledem k neobvyklým redoxním a optickým vlastnostem je často zkoumána elektronová struktura dithiolenů. 1,2-dithiolenové ligandy mohou mít tři podoby, s rozdílnými oxidačními čísly: dianiontové en-1,2-dithioláty, neutrální 1,2-dithioketony, a monoaniontové radikály, které jsou přechodem mezi těmito dvěma formami. U druhé a třetí uvedené podoby nelze po navázání na kov snadno určit oxidační číslo ligandu (a tedy ani kovu). Substituenty v hlavním řetězci dithiolenu, R a R', ovlivňují vlastnosti vzniklého komplexu předvídatelným způsobem, komplexy s delšími řetězci jsou lépe rozpustné v méně polárních rozpouštědlech. Akceptory elektronů (například kyanidy, CN−, a octany, CH3COO−) stabilizují redukované a aniontové komplexy. Symetrické dithioleny (R = R') jsou častější než nesymetrické.
Vzhledem k delokalizovaným elektronům vstupují 1,2-dithioleny lehce do vratných redoxních reakcí. Oxidované se chovají více jako 1,2-dithioketony, u redukovaných převažují en-1,2-dithioátové struktury. U neutrálních bis(1,2-dithiolenů) dvouvazných iontů přechodných kovů se objevuje diamagnetismus, jako důsledek antiferomagnetického spojování dvou radikálových ligandů.

## Použití a výskyt
1,2-dithiolenové komplexy tvoří molybdopteriny, které jsou součástmi molybdenových a wolframových enzymů.

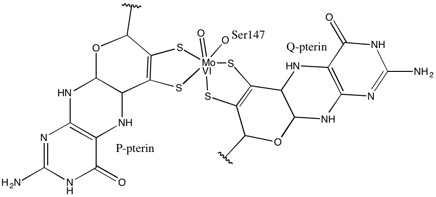
Aktivní místo DMSO reduktázy obsahuje dva pyranopterindithiolenové ligandy.

1,2-dithioleny mají široký okruh využití, od supravodičů, přes lineární a nelineární optiku, po biochemii. V průmyslu se některé dithioleny používají jako barviva v laserech. 1,2-dithiolenové komplexy bývají zkoumány s ohledem na vodivostní a magnetické vlastnosti a v nelineární optice. Dithiolenové komplexy s navázanými nenasycenými uhlovodíky na sirná centra mohou být použity při průmyslovém přečišťování alkenů; k jejich praktickému využití je ale potřeba provést další výzkum.

## Příprava

### Z alkendithiolátů
Většina komplexů dithiolenů se připravuje reakcemi 1,2-alkendithiolátů alkalických kovů s halogenidy. K běžně používaným alkendithiolátům patří 1,3-dithiol-2-thion-4,5-dithiolát sodný a maleonitrildithiolát sodný.
Ni2+ + 2 (NC)2C2S 2−
2  → Ni[S2C2(CN)2] 2−
2 
Některé alkendithioláty se připravují těsně před použitím, často složitými organickými reakcemi:
cis-H2C2(SCH2Ph)2 + 4 Na → cis-H2C2(SNa)2 + 2 NaCH2Ph
Tyto anionty se poté použijí jako ligandy:
NiCl2 + 2 cis-H2C2(SNa)2 → Na2[Ni(S2C2H2)2] + 2 NaCl
Komplexy bohaté na elektrony se na vzduchu často oxidují:
2 [Ni(S2C2H2)2]2− + 4 H+ + O2 → 2 Ni(S2C2H2)2 + 2 H2O

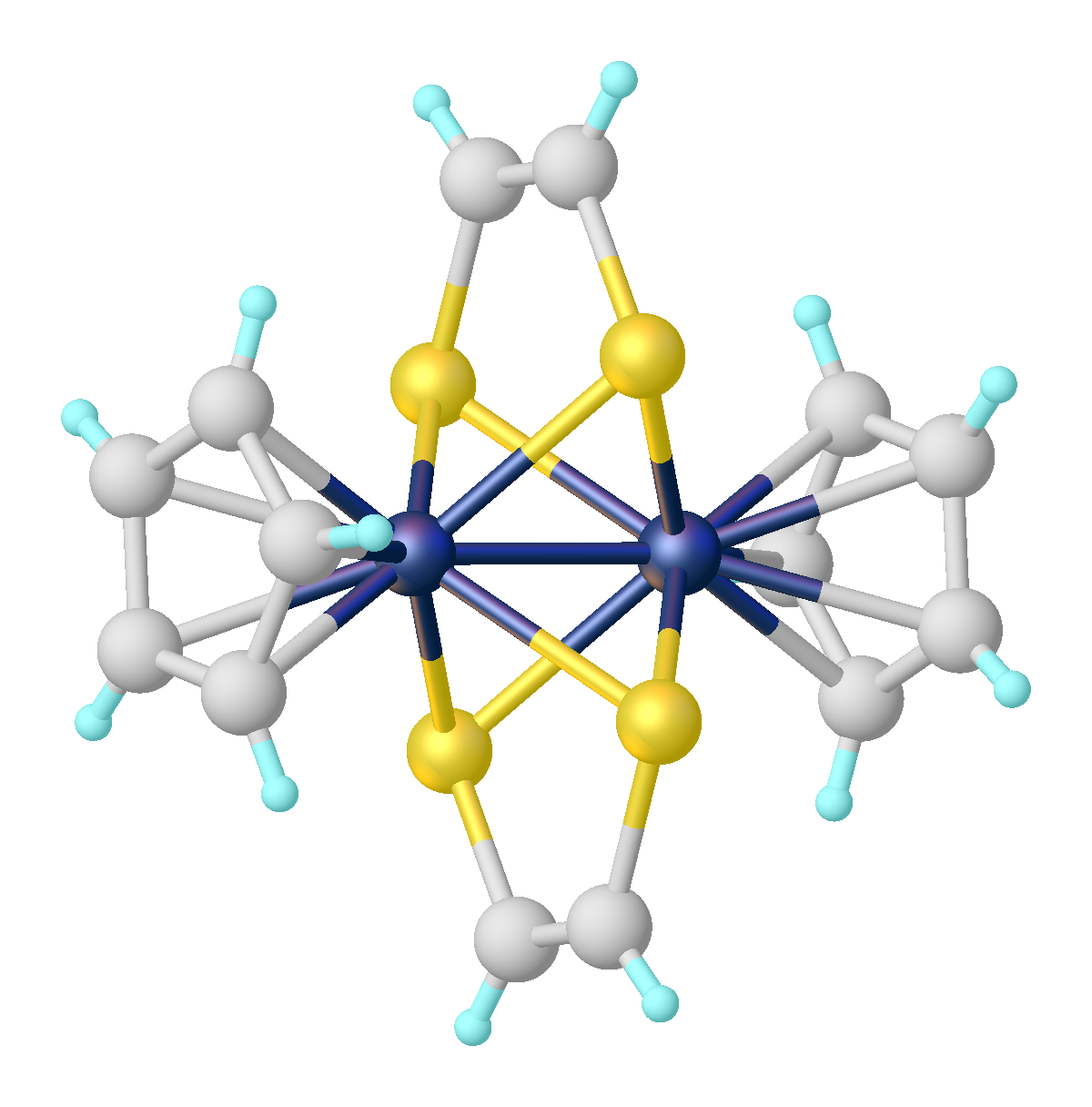
Struktura (C_{5}H_{5})_{2}Mo_{2}(S_{2}C2H_{2})_{2}, s dithiolenovým můstkem; připravuje se reakcí acetylenu a (C_{5}H_{5})_{2}Mo_{2}S_{4}.

### Z acyloinů
Dithioleny lze také získat reakcemi acyloinů (α-hydroxyketonů), se sulfidem fosforečným, následnou hydrolýzou, a přidáním solí kovů. Takto se připravují například komplexy typu Ni[S2C2Ar2]2 (Ar = aryl).

### Z dithietů
1,2-dithiony nejsou příliš vhodné, lze ale použít jejich valenční izomery, 1,2-dithiety, jako je například destilovatelný 3,4-bis(trifluormethyl)-1,2-dithiet. Tyto elektrofilní sloučeniny se oxidačně adují na kovy s nízkými oxidačními čísly, za vzniku bis- a tris(dithiolen)ových komplexů.
Mo(CO)6 + 3 (CF3)2C2S2 → [(CF3)2C2S2]3Mo + 6 CO
Ni(CO)4 + 2 (CF3)2C2S2 → [(CF3)2C2S2]2Ni + 4 CO

### Ze sulfidů a alkynů
Sloučeniny odpovídající vzorci Ni[S2C2Ar2]2byly poprvé připraveny reakcemi sulfidu nikelnatého s difenylacetylenem. Novější varianty tohoto postupu využívají elektrofilní acetyleny, jako je dimethylacetylendikarboxylát, a polysulfidové komplexy s dobře určeným složením.